# Sc Heerenveen in het seizoen 2013/14 (mannen)
Deze pagina geeft diverse statistieken van voetbalclub sc Heerenveen van het seizoen 2013/2014. Heerenveen speelde dit seizoen in de Eredivisie en deed mee in de strijd om de KNVB beker.  De ploeg werd voor het tweede opeenvolgende jaar gecoacht door Marco van Basten.

## Selectie
| Nr.           | Naam                    | Nat.      | Geb. dat.         | Vorige club         | seizoen |         |         |         |         |         |         |
| Keepers       | Keepers                 | Keepers   | Keepers           | Keepers             | Keepers | Keepers | Keepers | Keepers | Keepers | Keepers | Keepers |
| ------------- | ----------------------- | --------- | ----------------- | ------------------- | ------- | ------- | ------- | ------- | ------- | ------- | ------- |
| 1             | Bo Kristoffer Nordfeldt | Zweden    | 23 juni 1989      | Brommapojkarna      | 3e      |         |         |         |         |         |         |
| 25            | Brian Vandenbussche     | België    | 24 september 1981 | Sparta Rotterdam    | 10e     |         |         |         |         |         |         |
| 26            | Chiel Kramer            | Nederland | 3 januari 1992    | AFC Ajax            | 1e      |         |         |         |         |         |         |
| Verdedigers   |                         |           |                   |                     |         |         |         |         |         |         |         |
| 2             | Kenny Otigba            | Hongarije | 29 augustus 1992  | eigen jeugd         | 2e      |         |         |         |         |         |         |
| 3             | Mitchell Dijks          | Nederland | 9 februari 1993   | AFC Ajax gehuurd    | 1e      |         |         |         |         |         |         |
| 4             | Christian Kum           | Nederland | 13 september 1985 | ADO Den Haag        | 2e      |         |         |         |         |         |         |
| 5             | Pelé van Anholt         | Nederland | 23 april 1991     | FC Emmen(verhuur)   | 3e      |         |         |         |         |         |         |
| 6             | Stefano Marzo           | België    | 22 maart 1991     | K. Beerschot AC     | 1e      |         |         |         |         |         |         |
| 8             | Arnold Kruiswijk        | Nederland | 2 november 1984   | RSC Anderlecht      | 4e      |         |         |         |         |         |         |
| 20            | Jukka Raitala           | Finland   | 15 september 1988 | TSG 1899 Hoffenheim | 2e      |         |         |         |         |         |         |
| 23            | Ramon Zomer             | Nederland | 13 april 1983     | N.E.C.              | 3e      |         |         |         |         |         |         |
| 34            | Joost van Aken          | Nederland | 13 mei 1994       | eigen jeugd         | 1e      |         |         |         |         |         |         |
| Middenvelders |                         |           |                   |                     |         |         |         |         |         |         |         |
| 18            | Joeri de Kamps          | Nederland | 10 februari 1992  | Jong Ajax gehuurd   | 1e      |         |         |         |         |         |         |
| 15            | Marten de Roon          | Nederland | 29 maart 1991     | Sparta Rotterdam    | 2e      |         |         |         |         |         |         |
| 28            | Daley Sinkgraven        | Nederland | 4 juli 1995       | eigen jeugd         | 1e      |         |         |         |         |         |         |
| 21            | Joey van den Berg       | Nederland | 13 februari 1986  | PEC Zwolle          | 4e      |         |         |         |         |         |         |
| 22            | Hakim Ziyech            | Nederland | 19 maart 1993     | eigen jeugd         | 2e      |         |         |         |         |         |         |
| Aanvallers    |                         |           |                   |                     |         |         |         |         |         |         |         |
| 7             | Rajiv van La Parra      | Nederland | 4 juni 1991       | SM Caen             | 3e      |         |         |         |         |         |         |
| 9             | Uche Nwofor             | Nigeria   | 17 september 1991 | VVV-Venlo gehuurd   | 1e      |         |         |         |         |         |         |
| 11            | Alfreð Finnbogason      | IJsland   | 1 februari 1989   | Sporting Lokeren    | 2e      |         |         |         |         |         |         |
| 14            | Yanic Wildschut         | Nederland | 1 november 1991   | VVV-Venlo           | 1e      |         |         |         |         |         |         |
| 17            | Luciano Slagveer        | Nederland | 10 april 1993     | eigen jeugd         | 2e      |         |         |         |         |         |         |
| 16            | Bilal Başacıkoğlu       | Nederland | 26 maart 1995     | eigen jeugd         | 1e      |         |         |         |         |         |         |

## Doelstellingen seizoen 2013/2014

### Doelstellingen
De club heeft, op dit moment, voor het seizoen 2013/14 nog geen doelen gesteld
| Competitie | Beoogde resultaat | Halverwege seizoen | Behaalde resultaat |
| ---------- | ----------------- | ------------------ | ------------------ |
| KNVB beker |                   |                    |                    |
| Eredivisie |                   |                    |                    |

## Wedstrijden

### Oefenwedstrijden
| Plaats       | Datum                     | Thuis            | Uitslag | Uit              | Doelpuntenmakers (Heerenveen) |
| ------------ | ------------------------- | ---------------- | ------- | ---------------- | --- |
| Bakhuizen    | 2 juli 2013               | Gaasterlân/Sleat | 0-16    | sc Heerenveen    | 3' De Roon 6',30' Van den Berg 10' Zomer 11' Wildschut 16' Van La Parra 20',40' Uth 35',45' Dijks 47',55',68',79',80' Slagveer 58' Aktaou       |
| Minnertsga   | 5 juli 2013               | VV Minnertsga    | 0-11    | sc Heerenveen    | 17',44' Wildschut 39' De Roon 45' Van Anholt 47' Geissler 68' Başacıkoğlu 71' Heerkes 73',78' Savic 82' Ziyech 90' Eigen doelpunt VV Minnertsga |
| Terschelling | 12 juli 2013 (2× 40 min.) | sc Heerenveen A* | 1 - 0   | sc Heerenveen B* | 10' Uth ( Heerenveen A) |
| Akkrum       | 16 juli 2013              | sc Heerenveen    | 2 - 1   | OH Leuven        | 41' Finnbogason 47' Savic |
| Langezwaag   | 20 juli 2013              | sc Heerenveen    | 1 - 1   | AA Gent          | 10' Finnbogason |
| Heerenveen   | 27 juli 2013              | sc Heerenveen    | 2 - 2   | CA Osasuna       | 11' Slagveer 16' Eikrem |

- sc Heerenveen A: Vandenbussche, Van Anholt, Otigba, Kruiswijk, Dijks, Van den Berg, Kums, De Roon, Van La Parra, Uth en Wildschut.
- sc Heerenveen B: Nordfeldt, Kum, Streutker, Zomer, Raitala, Heerkes, Ziyech, Eikrem, Slagveer, Finnbogason en Savic.

### Eredivisie
| Datum             | Thuis           | Uitslag | Uit             | Doelpuntenmakers (sc Heerenveen)                                                    | Kaarten (sc Heerenveen)                                                | Positie einde speelronde |
| ----------------- | --------------- | ------- | --------------- | ----------------------------------------------------------------------------------- | ---------------------------------------------------------------------- | ------------------------ |
| 3 augustus 2013   | sc Heerenveen   | 4 - 2   | AZ Alkmaar      | 22' (pen.) Finnbogason 54' Finnbogason 56' Van Anholt 92' Van la Parra              | 71' Dijks 81' Ziyech                                                   | 3                        |
| 10 augustus 2013  | NAC Breda       | 0 - 2   | sc Heerenveen   | 40' Ziyech 90' Finnbogason                                                          | 81' Van la Parra                                                       | 3                        |
| 18 augustus 2013  | sc Heerenveen   | 2 - 4   | Heracles Almelo | 3' Finnbogason 73' Van den Berg                                                     | 59' Kruiswijk                                                          | 5                        |
| 23 augustus 2013  | sc Heerenveen   | 3 - 3   | AFC Ajax        | 23' Finnbogason 32' Finnbogason 44' Eikrem                                          | 35' Ziyech 58' Slagveer 69' De Roon                                    | 6                        |
| 31 augustus 2013  | FC Twente       | 1 - 1   | sc Heerenveen   | 64' Van den Berg                                                                    | 57' Van Anholt 69' Kums 85' Otigba 88' Fazli                           | 5                        |
| 15 september 2013 | sc Heerenveen   | 4 - 2   | FC Groningen    | 52' Wildschut 55' Otigba 72' (pen.) Finnbogason 89' Finnbogason                     | 19' Van den Berg 31' Dijks 37' Finnbogason 65' Van la Parra            | 3                        |
| 21 september 2013 | Roda JC         | 3 - 3   | sc Heerenveen   | 26' Eikrem 62' Finnbogason 67' Van den Berg                                         | 58' Kruiswijk                                                          | 4                        |
| 29 september 2013 | sc Heerenveen   | 2 - 1   | SC Cambuur      | 18' Slagveer 67' Finnbogason                                                        | 7' Zomer 82' Van den Berg 90' Fazli                                    | 3                        |
| 19 oktober 2013   | sc Heerenveen   | 2 - 3   | Vitesse         | 43' Finnbogason 49' Otigba                                                          | 20' Van den Berg                                                       | 9                        |
| 25 oktober 2013   | NEC Nijmegen    | 2 - 1   | sc Heerenveen   | 85' Ziyech                                                                          | 44' Van la Parra 57' Dijks 72' Otigba                                  | 10                       |
| 3 november 2013   | FC Utrecht      | 2 - 0   | sc Heerenveen   |                                                                                     | 13' De Roon 18' Otigba 22' Van den Berg 82' Van la Parra 92' Kruiswijk | 10                       |
| 8 november 2013   | sc Heerenveen   | 5 - 2   | RKC Waalwijk    | 34' Otigba 48' (pen.) Finnbogason 64' Finnbogason 78' (pen.) Finnbogason 85' Ziyech | 24' Dijks 84' Van Anholt                                               | 9                        |
| 23 november 2013  | PSV             | 1 - 1   | sc Heerenveen   | 80' Wildschut                                                                       | 7' De Roon 15' Van den Berg                                            | 9                        |
| 30 november 2013  | sc Heerenveen   | 3 - 1   | Go Ahead Eagles | 48' De Roon 52' Van Anholt 84' Ziyech                                               | 35' De Kamps 58' Dijks                                                 | 8                        |
| 4 december 2013   | ADO Den Haag    | 1 - 1   | sc Heerenveen   | 92' Otigba                                                                          | 24' Ziyech 60' Van Anholt 85' Otigba                                   | 7                        |
| 8 december 2013   | sc Heerenveen   | 1 - 2   | Feyenoord       | 45+2' (e.d) Sven van Beek                                                           | 54' Van Anholt                                                         | 8                        |
| 13 december 2013  | PEC Zwolle      | 1 - 2   | sc Heerenveen   | 32' (pen.) Finnbogason 69' Finnbogason                                              | 34' Ziyech 47' Otigba                                                  | 5                        |
| 21 december 2013  | AZ Alkmaar      | 1 - 5   | sc Heerenveen   | 12' Başacıkoğlu 21' Ziyech 45' Slagveer 69' Finnbogason 74' Ziyech                  | 45' Başacıkoğlu 53' Van Anholt                                         | 5                        |
| 18 januari 2014   | sc Heerenveen   | 2 - 2   | Roda JC         | 12' Ziyech 66' (pen.) Finnbogason                                                   | 45' De Roon 67' Zomer                                                  | 5                        |
| 26 januari 2014   | SC Cambuur      | 3 - 1   | sc Heerenveen   | 86' Finnbogason                                                                     | 72' Başacıkoğlu 86' Finnbogason                                        | 5                        |
| 1 februari 2014   | sc Heerenveen   | 3 - 0   | ADO Den Haag    | 58' Otigba 68' (pen.) Finnbogason 92' Van La Parra                                  | 45' Van Anholt 65' Otigba                                              | 5                        |
| 5 februari 2014   | sc Heerenveen   | 0 - 2   | FC Twente       |                                                                                     |                                                                        | 5                        |
| 9 februari 2014   | FC Groningen    | 1 - 3   | sc Heerenveen   | 33' Van La Parra 36' Ziyech 40' (pen.) Finnbogason                                  | 72' Otigba 85' Marzo 88' Lurling                                       | 5                        |
| 16 februari 2014  | AFC Ajax        | 3 - 0   | sc Heerenveen   |                                                                                     | 12' Van den Berg 20' De Roon 34' Ziyech 86' Van Aken                   | 6                        |
| 22 februari 2014  | sc Heerenveen   | 0 - 0   | NAC Breda       |                                                                                     | 79' De Kamps                                                           | 6                        |
| 28 februari 2014  | Heracles Almelo | 1 - 2   | sc Heerenveen   | 36' De Roon 49' Finnbogason                                                         | 51' Van den Berg                                                       | 6                        |
| 8 maart 2014      | sc Heerenveen   | 3 - 0   | PEC Zwolle      | 36' Başacıkoğlu 68' Van La Parra 77' Finnbogason                                    | 64' Van Anholt                                                         | 6                        |
| 16 maart 2014     | Feyenoord       | 2 - 0   | sc Heerenveen   |                                                                                     | 28' Marzo 36' Ziyech 53' Van Anholt 56' De Roon 73' Kum                | 6                        |
| 22 maart 2014     | sc Heerenveen   | 2 - 2   | N.E.C.          | 40' Başacıkoğlu 45+1' (pen.) Finnbogason                                            | 43' De Roon                                                            | 6                        |
| 29 maart 2014     | Vitesse         | 2 - 2   | sc Heerenveen   | 40' Finnbogason 58' Başacıkoğlu                                                     | 44' Raitalla 72' Van Anholt 86' Ziyech 88' Van Aken                    | 6                        |
| 5 april 2014      | sc Heerenveen   | 3 - 0   | PSV             | 31' Başacıkoğlu 79' Van la Parra 87' Finnbogason                                    |                                                                        | 6                        |
| 12 april 2014     | Go Ahead Eagles | 0 - 2   | sc Heerenveen   | 36' Van Aken 76' Finnbogason                                                        | 73' Sinkgraven 82' Kruiswijk                                           | 6                        |
| 27 april 2014     | sc Heerenveen   | 4 - 1   | FC Utrecht      | 39' De Roon 67' Ziyech 81' Van Aken 91' Finnbogason                                 |                                                                        | 6                        |
| 3 mei 2014        | RKC Waalwijk    | 0 - 3   | sc Heerenveen   | 40' Van den Berg 58' Başacıkoğlu 67' (pen.) Finnbogason                             |                                                                        | 5                        |

| Nr. | Naam                                          | Goal |
| --- | --------------------------------------------- | ---- |
| 1   | Finnbogason                                   | 29   |
| 2   | Ziyech                                        | 9    |
| 3   | Başacıkoğlu                                   | 6    |
| 3   | Van la Parra Otigba                           | 5    |
| 6   | Van den Berg                                  | 4    |
| 7   | De Roon                                       | 3    |
| 8   | Van Aken Van Anholt Eikrem Wildschut Slagveer | 2    |

| Nr. | Naam                                        | Assists |
| --- | ------------------------------------------- | ------- |
| 1   | Finnbogason                                 | 10      |
| 2   | Ziyech                                      | 9       |
| 3   | Van la Parra                                | 6       |
| 4   | Başacıkoğlu Sinkgraven                      | 4       |
| 6   | Van den Berg                                | 3       |
| 7   | Slagveer                                    | 2       |
| 8   | Eikrem Wildschut Dijks Nordfeldt Van Anholt | 1       |

| nr. | Naam                                                 | Kreeg geel |
| --- | ---------------------------------------------------- | ---------- |
| 1   | Van Anholt                                           | 9          |
| 2   | De Roon                                              | 7          |
| 3   | Van den Berg Ziyech                                  | 6          |
| 5   | Otigba                                               | 5          |
| 6   | Kruiswijk Van la Parra                               | 4          |
| 8   | Dijks                                                | 3          |
| 9   | Fazli Zomer Finnbogason De Kamps Van Aken Marzo      | 2          |
| 15  | Slagveer Kums Başacıkoğlu Lurling Raitala Sinkgraven | 1          |

| nr. | Naam                    | Weggestuurd |
| --- | ----------------------- | ----------- |
| 1   | Dijks                   | 2           |
| 2   | Van den Berg Otigba Kum | 1           |

### Na competitie
| Datum       | Thuis         | Uitslag | Uit           | Doelpuntenmakers (sc Heerenveen) | Kaarten (sc Heerenveen) |
| ----------- | ------------- | ------- | ------------- | -------------------------------- | ----------------------- |
| 7 mei 2013  | AZ Alkmaar    | 3-0     | sc Heerenveen |                                  | 37' Van Aken            |
| 10 mei 2013 | sc Heerenveen | 1-0     | AZ Alkmaar    | 47' Slagveer                     | 37' Başacıkoğlu         |

| nr. | naam     | Goals |
| --- | -------- | ----- |
| 1   | Slagveer | 1     |

| nr. | naam | assists |
| --- | ---- | ------- |

| nr. | naam                 | kaarten |
| --- | -------------------- | ------- |
| 1   | Van Aken Başacıkoğlu | 1       |

### KNVB beker
| Plaats     | Datum             | Thuis         | Uitslag                 | Uit           | Doelpuntenmakers (sc Heerenveen)             | Kaarten (sc Heerenveen)          |
| ---------- | ----------------- | ------------- | ----------------------- | ------------- | -------------------------------------------- | -------------------------------- |
| Heerenveen | 26 september 2013 | sc Heerenveen | 3-0                     | FC Twente     | 20' Slagveer 50' Finnbogason 63' Finnbogason | 47' Van den Berg                 |
| Heerenveen | 31 oktober 2013   | sc Heerenveen | 1-0                     | VVV-Venlo     | 22' Zomer                                    |                                  |
| Alkmaar    | 18 december 2013  | AZ Alkmaar    | 1-1 (2-2)n.v. (7-6)n.s. | sc Heerenveen | 9' Ziyech 123' (pen.) Ziyech                 | 29' Dijks 67' Eikrem 78' De Roon |

| nr. | naam               | Goals |
| --- | ------------------ | ----- |
| 1   | Finnbogason Ziyech | 2     |
| 3   | Slagveer Zomer     | 1     |

| nr. | naam                                   | assists |
| --- | -------------------------------------- | ------- |
| 1   | Finnbogason Van Anholt Slagveer Eikrem | 1       |

| nr. | naam                              | kaarten |
| --- | --------------------------------- | ------- |
| 1   | Van den Berg Dijks De Roon Eikrem | 1       |

## Transfers

### Aangetrokken
| Speler              | Vorige club   | Contract tot | Bijzonderheden               |
| ------------------- | ------------- | ------------ | ---------------------------- |
| Mitchell Dijks      | AFC Ajax      | 2014         | gehuurd                      |
| Stefan Gartenmann   | FC Roskilde   | 2017         | jeugdspeler                  |
| Chiel Kramer        | AFC Ajax      | 2014         | transfervrij + optie 2e jaar |
| Samir Fazli         | Helmond Sport | 2014         | was verhuurd                 |
| Magnus Wolff Eikrem | Molde FK      | 2017         | [ 2 ]                        |
| Yanic Wildschut     | VVV-Venlo     | 2016         | + optie van nog 2 seizoenen  |
| Albert Gudmundsson  | KR Reykjavik  | 2016         | jeugdspeler                  |
| Stefano Marzo       | Beerschot AC  | 2014         | transfervrij                 |
| Joeri de Kamps      | AFC Ajax      | 2014         | gehuurd                      |
| Uche Nwofor         | VVV-Venlo     | 2014         | gehuurd                      |

| Speler          | Vorige club   | Contract tot | Bijzonderheden |
| --------------- | ------------- | ------------ | -------------- |
| Szabolcs Varga  | MTK Boedapest | 2018         |                |
| Anthony Lurling | NAC Breda     | 2014         | transfervrij   |

### Vertrokken
| Speler              | Nieuwe club      | bijzonderheden                       |
| ------------------- | ---------------- | ------------------------------------ |
| Jeffrey Gouweleeuw  | AZ Alkmaar       | [ 4 ]                                |
| Kenny Steppe        | Waasland-Beveren | [ 5 ]                                |
| Lukas Marecek       | Anderlecht       | werd gehuurd                         |
| Gianni Zuiverloon   | RCD Mallorca     | werd gehuurd                         |
| Matthew Amoah       | Heracles Almelo  | contract niet verlengd               |
| Yassine El Ghanassy | AA Gent          | werd gehuurd                         |
| Daniël de Ridder    | RKC Waalwijk     | contract niet verlengd               |
| Filip Đuričić       | Benfica          | €4.500.000 + clausule van €1.500.000 |
| Jurjen Wouda        | FC Emmen         | contract niet verlengd               |
| Oussama Tannane     | Heracles Almelo  | contract niet verlengd               |
| Youssef Fennich     | PEC Zwolle       |                                      |
| Arsenio Valpoort    | Ferencváros      | [ 8 ]                                |
| Sven Kums           | SV Zulte Waregem | [ 9 ]                                |

| Speler              | Nieuwe club         | bijzonderheden     |
| ------------------- | ------------------- | ------------------ |
| Marco Pappa         | Seattle Sounders FC | contract ontbonden |
| Magnus Wolff Eikrem | Cardiff City FC     |                    |
| Daniel Geissler     | Schalke 04          |                    |

### Verhuur
| Speler              | Nieuwe club     | Bijzonderheden |
| ------------------- | --------------- | -------------- |
| Doke Schmidt        | Go Ahead Eagles |                |
| Jens Jurn Streutker | Heracles Almelo | optie tot koop |
| Mark Uth            | Heracles Almelo | optie tot koop |

| Speler          | Nieuwe club    | bijzonderheden |
| --------------- | -------------- | -------------- |
| Yanic Wildschut | ADO Den Haag   | optie tot koop |
| Fahd Aktaou     | Almere City FC |                |

## Trivia
- sc Heerenveen boekte thuis tegen AZ z'n 300e overwinning in de Eredivisie.
- sc Heerenveen speler Alfreð Finnbogason was met 29 doelpunten topscorer van de Eredivisie
- Daarnaast gaf Finnbogason 10 assists en staat daarmee samen met Martens 2e achter Dušan Tadić
- sc Heerenveen maakte van alle clubs met 26 doelpunten, de meeste doelpunten uit standaardsituaties
- Aan de andere kant kreeg Heerenveen samen met Cambuur en Go Ahead Eagles de meeste doelpunten tegen uit standaard situaties